# Louis Overbeeke
Louis Overbeeke (Woensdrecht, 6 september 1926 - Breda, 7 juli 1989) was een Nederlands voetballer (op de rechtsbuiten-positie), die speelde bij SV DOSKO en NAC.
Hij ging in 1951 van derdeklasser METO uit Hoogerheide naar DOSKO dat een niveau hoger speelde. In zijn laatste seizoen (1953/54) bij DOSKO werd hij international en speelde drie interlands. De drie wedstrijden in Oranje speelde hij samen met zijn DOSKO-teamgenoot Rinus Bennaars.
Bij de invoering van het profvoetbal in 1954 vertrok hij naar NAC. Na zeven seizoenen in Breda keerde hij terug naar zijn oude club METO.   
In 1961 nam hij in Hoogerheide het familiebedrijf over, een tankstation en taxicentrale.

## Statistieken

### Clubverband
| Seizoen | Club   | Land      | Competitie                   | Wed. | Goals |
| ------- | ------ | --------- | ---------------------------- | ---- | ----- |
| 1951/52 | DOSKO  | Nederland | Tweede klasse B Zuid I       | 21   | 10    |
| 1952/53 | DOSKO  | Nederland | Tweede klasse B Zuid I       | 20   | 22    |
| 1953/54 | DOSKO  | Nederland | Tweede klasse B Zuid I       | 22   | 25    |
| 1954/55 | NAC    | Nederland | Eerste klasse C (afgebroken) | 6    | 0     |
| 1954/55 | NAC    | Nederland | Eerste klasse A              | 26   | 15    |
| 1955/56 | NAC    | Nederland | Hoofdklasse A                | 34   | 16    |
| 1956/57 | NAC    | Nederland | Eredivisie                   | 34   | 17    |
| 1957/58 | NAC    | Nederland | Eredivisie                   | 34   | 14    |
| 1958/59 | NAC    | Nederland | Eredivisie                   | 29   | 9     |
| 1959/60 | NAC    | Nederland | Eredivisie                   | 32   | 6     |
| 1960/61 | NAC    | Nederland | Eredivisie                   | 30   | 15    |
| Totaal  | Totaal | Totaal    | Totaal                       | 288  | 149   |

### Nederlands elftal
| Interlands van Louis Overbeeke | Interlands van Louis Overbeeke | Interlands van Louis Overbeeke | Interlands van Louis Overbeeke | Interlands van Louis Overbeeke | Interlands van Louis Overbeeke |
| No.                            | Datum                          | Wedstrijd                      | Uitslag                        | Wedstrijdverband               | Goals                          |
| ------------------------------ | ------------------------------ | ------------------------------ | ------------------------------ | ------------------------------ | ------------------------------ |
| 1.                             | 25 oktober 1953                | Nederland - België             | 1-0                            | Vriendschappelijk              | 0                              |
| 2.                             | 7 maart 1954                   | Nederland - Engeland           | 1-0                            | Vriendschappelijk              | 0                              |
| 3.                             | 4 april 1954                   | België - Nederland             | 4-0                            | Vriendschappelijk              | 0                              |